# 白井未央
白井 未央（しらい みお、1985年8月28日 - ）は福島県出身のタレント。血液型O型。2005年に実施されたモーニング娘。「ラッキー7オーディション」にて最終審査まで進むが落選。

## テレビ
- CS日本の番組パンチクラブ「戦うおんなのこ。」（2006年）

同番組内企画のグループ「TOPSメンバー」として活動する。

## 写真集
いずれも電子写真集
- 『福島のあのコフォト みお』「“あのコ”、 あのコフォト」シリーズ、ピースモア発行
- 『福島のあのコフォト みお2』「“あのコ”、 あのコフォト」シリーズ、ピースモア発行
- 『福島のあのコ みお』「“あのコ”、 あのコムービー」シリーズ、ピースモア発行